# Pessac
Pessac (wymowaⓘ) – miejscowość i gmina we Francji, w regionie Nowa Akwitania, w departamencie Żyronda – stanowi część aglomeracji Bordeaux.
Według danych na rok 1990 gminę zamieszkiwało 51 055 osób, a gęstość zaludnienia wynosiła 1315 osób/km² (wśród 2290 gmin Akwitanii Pessac plasuje się na 4. miejscu pod względem liczby ludności, natomiast pod względem powierzchni na miejscu 185).
W 2011 roku Pessac liczyło 58 743 mieszkańców.
Na terenie Pessac znajduje się kampus uniwersytecki mieszczący Université Bordeaux 4.

## Miasta partnerskie
- Göppingen, Niemcy
- Gałacz, Rumunia
- Burgos, Hiszpania